# Szürke hosszúfülű-denevér
A szürke hosszúfülű-denevér (Plecotus austriacus) az emlősök (Mammalia) osztályának denevérek (Chiroptera) rendjébe, ezen belül a kis denevérek (Microchiroptera) alrendjébe és a simaorrú denevérek (Vespertilionidae) családjába tartozó faj.

## Előfordulása
A korábbi rendszerekben nagy elterjedésű fajnak tartották, mely Eurázsiában Nagy-Britanniától keletre Mongóliáig és Kína nyugati részéig él. Ezeken kívül él Észak-Afrikában is (Marokkótól Egyiptomig és Szudán északi részén), valamint a Kanári-szigeteken és a Zöld-foki Köztársaság területén is.
Az újabb besorolások szerint (Spitzenberger et al. 2006) európai endemikus faj, mely Anglia déli részétől keletre a Fekete-tenger partvidékéig terjed. A Földközi-tenger európai partvidékén végig előfordul és él ennek nagyobb szigetein és szigetcsoportjain is (Baleár-szigetek, Szardínia, Korzika, Szicília). Az atlanti-óceáni szigetcsoportok közül csak Madeirán él.
Az Európán kívül élő denevéreket más fajok képviselőiként határozták meg.
Magyarországon is előfordul. Gyakoribb mint a barna hosszúfülű-denevér (Plecotus auritus).

## Alfajai
- Plecotus austriacus austriacus J. B. Fischer, 1829
- Plecotus austriacus ariel Thomas, 1911 - újabb rendszerezés szerint önálló faj
- Plecotus austriacus christii Gray, 1838 - újabb rendszerezés szerint önálló faj
- Plecotus austriacus macrobullaris Kuzyakin, 1965 - újabb rendszerezés szerint önálló faj
- Plecotus austriacus turkmenicus Strelkov, 1988 - újabb rendszerezés szerint önálló faj
- Plecotus austriacus wardi Thomas, 1911 - újabb rendszerezés szerint önálló faj

## Megjelenése

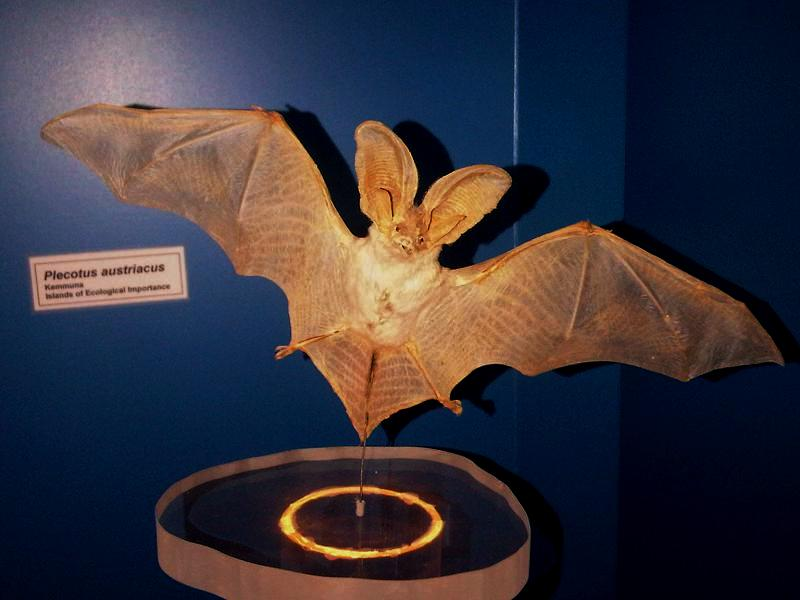
Kitömött szürke hosszúfülű-denevér egy máltai múzeumban

Nagyon hasonlít a barna hosszúfülű-denevérre, de fontos különbség, hogy a karom nélküli hüvelykujj 5 milliméter körül van, de 6 milliméternél mindenképpen rövidebb és átlagban is valamivel nagyobb: testhossza 4,7-5,3 centiméter, farokhossza 4,3-5,3 centiméter, magassága 0,7-0,9 centiméter, alkarhossza 3,7-4,3 centiméter és testtömege 6-10 gramm. A hát és hasi rész erősen kontrasztos, míg a hátoldal szürke vagy barna, a hasi oldal színezete világos szürke, barnássárga, vagy fehér színű, a barnás-szürke arcrész sötét, maszkhoz hasonló.

## Életmódja
A nyílt területeket kedveli. Szürkületkor és éjszaka vadászik, röpte nyugodt, fordulékony, néha szitál is. Fák között, vagy utcai lámpák körül szerzi táplálékát, ami lepkék, kétszárnyúak, fülbemászók, bogarak, kisebb számban hártyásszárnyúak, bőrszárnyúak és recésszárnyúak. A gallyakról is képes leszedni a rovarokat. Nyáron épületek, padlások, tornyok zugaiban húzódik meg, télen barlangokban, pincékben, bányákban, esetleg faodvakban alussza téli álmát, szeptember végétől, vagy október elejétől, március végéig. Nem vándorol, csak néhány tíz kilométert tesz meg a téli és nyári szálláshely között.

## Szaporodása
Általában egy, de előfordul, hogy két kölyke van.